# Хесслер, Гюнтер
Гюнтер Хесслер (нем. Günther Hessler; 14 июня 1909, Беерфельде — 4 апреля 1968, Бохум) — немецкий офицер-подводник, фрегаттен-капитан (1 декабря 1944 года).

## Биография
1 октября 1927 года поступил на флот кадетом. 1 октября 1931 года произведен в лейтенанты. Служил на торпедных катерах, линейном корабле «Силезия».
В 1937 году женился на Урсуле Дёниц, дочери Карла Дёница.

## Вторая мировая война
В апреле 1940 года переведен в подводный флот. 8 октября 1940 года назначен командиром подлодки U-107 (Тип IX-B), на которой совершил 3 похода (проведя в море в общей сложности 200 суток).
Изначально предполагалось, что эта лодка будет учебной, но Хесслеру удалось добиться разрешения на выход в поход, во время которого он потопил 4 судна общим водоизмещением 18 514 брт.
Широкую известность Хесслер получил после своего второго похода (29 марта — 2 июля 1941 года), когда, действуя в районе Канарских островов, он потопил 14 судов общим водоизмещением 86 699 брт. Самым большим был британский торговый корабль «Келчес» (10 305 брт). 1 июня 1941 года он потопил охотника за подлодками «Альфреда Джонса» (5 103 т).
24 июня 1941 года награждён Рыцарским крестом Железного креста, причем приказ подписывал Эрих Редер, действуя через голову Дёница, не торопившегося награждать зятя.
В третьем походе Хесслер записал на свой счет ещё 3 судна (13 641 брт).
1 декабря 1941 года он оставил командование и был переведен в штаб командующего подводным флотом, где занял пост 1-го офицера Адмирал-штаба.
Всего за время военных действий Хесслер потопил 21 судно общим водоизмещением 118 822 брт.
В октябре 1945 года он выступал в качестве свидетеля на Нюрнбергском процессе.

## Награды
- Железный крест 2-го класса (18 ноября 1939)
- Железный крест 1-го класса (1 марта 1941)
- Нагрудный знак подводника (3 июля 1941)
- Рыцарский крест железного креста (24 июня 1941)
- Немецкий крест в золоте (9 ноября 1944)
- Упоминался в «Вермахтберихт» (1 мая 1941, 8 июня 1941)